# فرودگاه بین‌المللی تاپاچولا
فرودگاه بین‌المللی تاپاچولا  (به انگلیسی: Tapachula International Airport) یک فرودگاه همگانی مسافربری با کد یاتا TAP است که یک باند فرود آسفالت دارد و طول باند آن ۲۰۰۰ متر است. این فرودگاه در کشور مکزیک قرار دارد و در ارتفاع ۳۰ متری از سطح دریا واقع شده است.

## شرکت‌های هواپیمایی و مقصدهای پروازی
| شرکت‌های هواپیمایی | مقصدهای پروازی    |
| ----------------- | ----------------- |
| آئرومکزیکو        | فصلی: مکزیکو سیتی |
| آئرومکزیکو کانکت  | مکزیکو سیتی       |
| Volaris           | مکزیکو سیتی       |